# Солодовий лікер

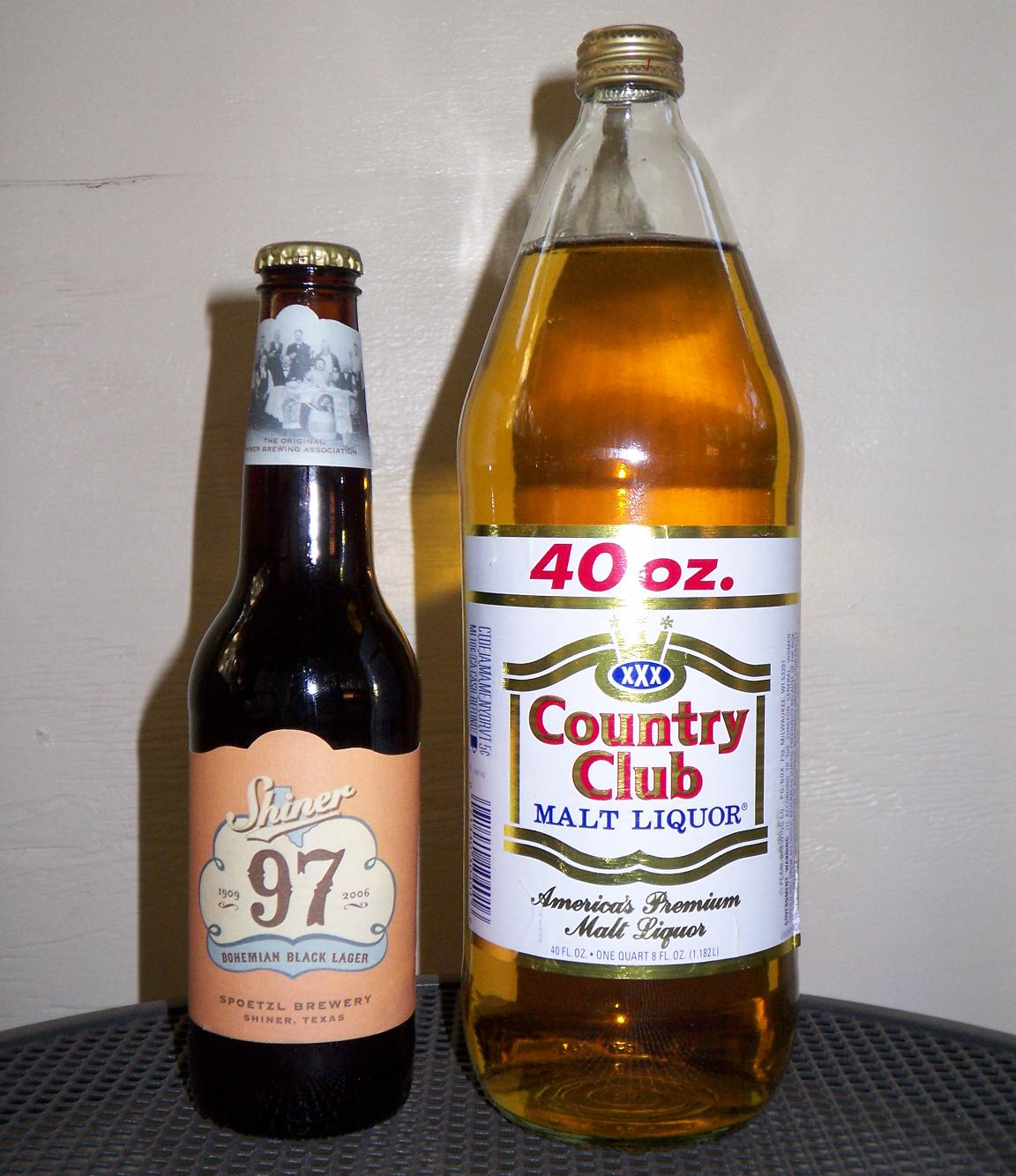
Пляшка 40 унцій солодового лікеру Country Club (праворуч)

Солодовий лікер або Солодовий напій (англ. Malt liquor) — північноамериканський термін, що належить до типу пива з високою міцністю. За юридичними положеннями, під цим терміном розуміють алкогольний напій міцністю 5% і більше, що зроблений із солоду ячміню. У просторіччі, однак, термін використовується для пива з високим вмістом спирту (6-7% і більше) або дуже міцного американського лагеру. У деяких частинах Канади, термін «malt liquor» (фр. liqueur de malt) використовується для позначення будь-яких солодових напоїв.

## Виробництво
Солодовий лікер — це міцний лагер або ель, в якому до солодового ячменю додають цукор, кукурудзу або інші добавки, щоб збільшити загальну кількість зброджуваних цукрів у суслі. Це підвищує кінцеву концентрацію алкоголю, не створюючи при цьому більш важкого або солодкого смаку. Крім того, вони не сильно охмелені, тому не дуже гірчать.

## Історія
Термін "солодовий лікер" задокументовано в Англії в 1690 році як загальний термін, що охоплює як пиво, так і ель. Перша згадка про цей термін у Північній Америці з'являється в патенті, виданому канадським урядом 6 липня 1842 року на ім'я Г. Райлі за "вдосконалений метод приготування елю, пива, портеру та інших солодових напоїв".
Бренд Clix часто називають першим солодовим лікером, виготовленим у США, на який було видано патент у 1948 р. Першим широко успішним брендом солодового лікеру в Америці був Country Club, який вироблявся на початку 1950-х років пивоварною компанією M. K. Goetz Brewing Company в Сент-Джозефі, штат Міссурі.
Серед інших популярних сучасних брендів — Colt 45, St. Ides, Mickey's, Steel Reserve, King Cobra та Olde English 800.